# Israel Viteri Gualinga
Israel Viteri Gualinga (Sarayacu, Pastaza, Equador, 1981-15 de febrer de 2020) a ser un caçador de la selva amazònica equatoriana i el primer pilot indígena kichwa de Sarayacu.

## Biografia
Israel Viteri Gualinga va néixer a Sarayacu, província de Pastaza, en la selva amazònica de l'Equador, va ser un caçador de la selva i procedeix de les famílies més influents del moviment indígena equatorià, els Viteri Gualinga i el seu germà Franco Viteri és el líder històric d'aquest poble, qui va encapçalar la lluita contra la Companyia Nacional de Combustibles. A l'edat de 18 anys va realitzar el seu primer vol com a pilot de Sarayaku. Va volar per més de 15 anys per les pistes incipients de l'agressiva selva amb més de 4000 hores de vol. Va traslladar des de la pista de Shell a Sarayacu d'anada i volta a personatges destacats de Puyo els qui reconeixien que Israel Viteri era el millor pilot de l'amazònia equatoriana. Va volar per a l'aerolínia AeroSarayaku.

## Defunció
El 15 de febrer de 2020, mentre realitzava un vol amb passatgers per a l'aerolínia de la Companyia AéroKashurco en una avioneta Cessna 206, va morir al costat de cinc passatgers després que es produís un accident on l'avioneta va caure al sector Kunkuc – San Ramón km 53 via Puyo Macas, mentre que un nen de 3 anys va ser traslladat a l'Hospital Baca Ortiz de Quito en estat crític i va morir el 17 de febrer.